# HD 209124
HD 209124，又名BD+56 2670，SAO 33943、HR 8389，是一颗恒星，视星等为6.59，位于銀經101.51，銀緯2.13，其B1900.0坐标为赤經21h 56m 1.9s，赤緯+57° 2.13′ 46″。